# Dapeng International Plaza
Dapeng International Plaza (chinesisch 大鵬國際廣場 / 大鹏国际广场, Pinyin Dàpéng Guójì Guǎngchǎng) ist ein 269,4 Meter hoher Wolkenkratzer, der in Guangzhou, China steht. Das Gebäude wurde nach vielen Problemen endgültig im Frühjahr 2006 fertiggestellt. Der Bau wurde mehrere Male angehalten, darunter auch in einem Zeitraum von einem Jahr zwischen 2004 und 2005.
Der Turm ist 213 Meter bis zum obersten Stockwerk hoch, wenn allerdings bis zur Spitze gemessen wird, ist er 269,4 Meter hoch, was ihn zum 58-höchsten Gebäude auf der Welt macht, wenn bis zum höchsten architektonischen Punkt gemessen wird.
Das Gebäude hat 56 Stockwerke über dem Boden, die Büroräume enthalten und vier Untergrundstockwerke, die als Parkplatz genutzt werden.
Das gesamte Gebäude wurde vom Guangzhou Design Institute entworfen. Es deckt eine Fläche von 131.792 m² ab.